# Salisbury (Nuovo Brunswick)
Salisbury è un villaggio del Canada, situato nella provincia del Nuovo Brunswick.